# Iglesia de Stella Maris (Caimán Brac)
La Iglesia de Stella Maris (en inglés: Church of Stella Maris) es el nombre que recibe un edificio religioso que esta vinculado a la Iglesia Católica y se encuentra en Alta Vista Drive en la isla de Caimán Brac a 143 kilómetros de la isla principal de las Islas Caimán, un territorio británico de ultramar en el Mar Caribe.
El templo sigue el rito romano o latino y es parte de la jurisdicción de la misión sui iuris de las Islas Caimán (Missio sui iuris insularum Cayanensium). El edificio fue bendecido y abierto para los servicios religiosos el 5 de febrero de 2011 con la presencia del arzobispo de Allen Vigneron quien vino directamente desde Detroit, en Estados Unidos.